# Jerovica
Jérovica (italijansko terra rossa 'rdeča prst', tudi jerína), je rodovitna odcedna ilovnato-meljasta rdeče-rjava prst, ki jo najdemo predvsem na zakraselih območjih v obliki diskontinuiranih zaplat debeline od nekaj cm do nekaj m. Zaradi kraške apnenčaste in dolomitne podlage ima prst nevtralni pH ter dobro notranjo drenažno sposobnost. Rdečo barvo prsti dajejo povišane vrednosti hematitnih tvorb. Jerovica je precej razširjen talni tip prsti na Krasu in Sredozemlju. Jerovico povezujemo s kraškimi območji in sredozemskim podnebjem po vsem svetu. Zaradi dobrih drenažnih sposobnosti so na njej pogosto zasajeni vinogradi.
V zadnjih desetletjih so med pedologi, geologi in geomorfologi potekale burne razprave o izvor jerovice ter njenem odnosu do nižje ležečih apnenčasto-dolomitnih kamnin. Skupina znanstvenikov trdi, da se je jerovica razvila zaradi raztapljanja karbonatnih kamnin in koncentriranja netopnih ostankov ter kremena. Druga skupina znanstvenikov pa trdi, da je jerovica poligenetskega nastanka ter da ta, odvisno od njene lege, vsebuje tudi vulkanski pepel, silikatne kamnine ter vetrne nanose. Tretja skupina znanstvenikov trdi, da je jerovica nastala z metazomatskimi zamenjalnimi procesi.